# José Homobono Anaya y Gutiérrez
José Homobono Anaya y Gutiérrez (* 10. November 1836 in Pegueros, Jalisco, Mexiko; † 10. Dezember 1906 in Chilpancingo, Guerrero) war ein mexikanischer Geistlicher und Bischof von Chilapa.

## Leben
José Homobono Anaya y Gutiérrez empfing am 3. März 1860 das Sakrament der Priesterweihe. Er wurde zum Doktor der Theologie promoviert.
Am 28. November 1898 ernannte ihn Papst Leo XIII. zum Bischof von Sinaloa. José Homobono Anaya y Gutiérrez empfing am 12. Februar 1899 die Bischofsweihe. Die Amtseinführung fand am 20. März desselben Jahres statt. Am 9. November 1902 ernannte ihn Leo XIII. zum Bischof von Chilapa. Die Amtseinführung erfolgte am 11. Dezember desselben Jahres.